# 伊梅列季州 (俄罗斯帝国)
伊梅列季州（俄语：Имеретинская область），俄罗斯帝国的一个州，行政中心位于庫塔伊西。

## 历史
1810年，伊梅列季王国被俄罗斯帝国吞并。1811年4月19日（格里历5月1日），《伊梅列季州临时管理条例》获批，伊梅列季州成立，下辖六个区，行政中心在库塔伊西。该州的最高统治者由俄罗斯帝国沙皇任命，也可以邀请伊梅列季的王子或贵族参与管理。当地的法律法规得到保留，与全俄罗斯法律以及之前的税收制度一起运作，直至1823年俄罗斯联邦对全体居民开征人头税。
1840年12月14日（格里历12月26日），正值高加索战争最激烈时期，俄国沙皇尼古拉一世批准题为“建立外高加索地区行政机构”（«Учреждение для управления Закавказским краем»）的行政改革法令，伊梅列季州被废，辖区成为格鲁吉亚-伊梅列季省的一部分。

## 行政区划
伊梅列季州下辖库泰区（Кутайский округ）、瓦金区（Вакинский округ）、拉钦区（Рачинский округ）、萨赫区（Сачхерский округ）、契赫区（Чхерский округ）和巴格达特区（Багдатский округ）共6个区（округов）。首府库塔伊西为州辖市。

## 人口
该州人口主要由伊梅里廷人和奥塞梯人，伊梅里廷人是操伊梅里廷格鲁吉亚方言的格鲁吉亚族群。